# Memories (песня Элвиса Пресли)
«Memories» — песня Элвиса Пресли.
Была написана Билли Стрейнджем и Маком Дэвисом специально для исполнения Элвисом на телеконцерте Elvis' Comeback NBC-TV Special (который был показан на канале NBC 3 декабря 1968 года). Позже Мак Дэвис рассказывал журналу Billboard:
Они попросили песню, в которой [Элвис] оглядывался бы на годы назад, и, как ни странно, я должен был написать её за одну ночь. Я не спал всю ночь в доме Билли Стрейнджа в Лос-Анджелесе. У него был маленький офис оборудован в гараже. Я написал её прямо там.
В США песня вышла отдельным синглом (с песней «Charro!» на другой стороне) и достигла 35-го места в «горячей сотне» журнала «Билборд» (на неделе, на которую пришлась суббота 12 апреля 1969 года).
Также песня вошла в альбом Elvis, представлявший собой саундтрек к тому самому телеконцерту Elvis' Comeback NBC-TV Special, во время которого она была впервые исполнена на публике. Надо отметить, что для самого телеконцерта песня была записана живьём, а на альбоме она представлена в студийной версии, которую Элвис записал 24 июня.

## Отзывы критиков
Книга Rock Song Index называет песню «Memories» столпом позднего периода творчества певца («hallmark of his later (fat Elvis) period»).

## Чарты
| Чарт (1969)             | Наив. поз. |
| ----------------------- | ---------- |
| США (Billboard Hot 100) | 35         |